# قائمة قرارات مجلس الأمن التابع للأمم المتحدة من 301 إلى 400
هذه قائمة قرارات مجلس أمن الأمم المتحدة رقم 301 إلى 400 المعتمدة في الفترة بين 20 أكتوبر 1971 و7 ديسمبر 1976.

## القائمة
| القرارات | التاريخ        | التصويت | الاهتمامات                                                              |
| -------- | -------------- | --- | ----------------------------------------------------------------------- |
| 301      | 20 أكتوبر 1971 | 13–0–2 (ممتنعون: فرنسا، المملكة المتحدة)                                                                                    | إدانة بانتوستانس في جنوب غرب أفريقيا (ناميبيا)                          |
| 302      | 24 نوفمبر 1971 | 14–0–1 (ممتنع: الولايات المتحدة الأمريكية)                                                                                  | البعثة الخاصة و الإمبراطورية البرتغالية                                 |
| 303      | 6 ديسمبر 1971  | 11–0–4 (ممتنعون: فرنسا، بولندا، اتحاد الجمهوريات الاشتراكية السوفياتية، المملكة المتحدة)                                    | إحالة الوضع بين الهند وباكستان إلى الجمعية العامة                       |
| 304      | 8 ديسمبر 1971  | اعتمد 15–0–0 | قبول الإمارات العربية المتحدة                                           |
| 305      | 13 ديسمبر 1971 | اعتمد 15–0–0 | تمديد ولاية قوة الأمم المتحدة لحفظ السلام في قبرص                       |
| 306      | 21 ديسمبر 1971 | تم التبني 15–0–0 | تعيين الأمين العام كورت فالدهايم                                        |
| 307      | 21 ديسمبر 1971 | 13–0–2 (ممتنع: بولندا، اتحاد الجمهوريات الاشتراكية السوفياتية)                                                              | دعوى إلى وقف إطلاق النار في جامو وكشمير                                 |
| 308      | 19 يناير 1972  | اعتمد 15–0–0 | عقد اجتماعات مجلس الأمن أديس أبابا                                      |
| 309      | 4 فبراير 1972  | 14–0–0 (لم تشارك الصين في التصويت)                                                                                          | الأمين العام والاتصالات مع جنوب أفريقيا بشأن ناميبيا                    |
| 310      | 4 فبراير 1972  | 13–0–2 (ممتنعون: فرنسا، المملكة المتحدة)                                                                                    | إدانة جنوب أفريقيا للقمع في ناميبيا                                     |
| 311      | 4 فبراير 1972  | 14–0–1 (الممتنعون: فرنسا)                                                                                                   | إدانة الأبرتهايد في جنوب أفريقيا؛ حظر توريد الأسلحة                     |
| 312      | 4 فبراير 1972  | 9–0–6 (ممتنعون: الأرجنتين، بلجيكا، فرنسا، إيطاليا، المملكة المتحدة، الولايات المتحدة الأمريكية)                             | مطالبة البرتغال بإنهاء استعمار المناطق                                  |
| 313      | 28 فبراير 1972 | اعتمد 15–0–0 | دعوة إسرائيل إلى إنهاء العمل في لبنان                                   |
| 314      | 28 فبراير 1972 | 13–0–2 (ممتنعون: المملكة المتحدة، الولايات المتحدة الأمريكية)                                                               | عقوبات ضد روديسيا الجنوبية                                              |
| 315      | 15 يونيو 1972  | 14–0–1 (الممتنعون: الصين)                                                                                                   | توسيع عمليات حفظ السلام في قبرص                                         |
| 316      | 26 يونيو 1972  | 13–0–2 (ممتنعون: بنما، الولايات المتحدة الأمريكية)                                                                          | إدانة إسرائيل على تصرفاتها في لبنان                                     |
| 317      | 21 يوليو 1972  | 14–0–1 (ممتنع: الولايات المتحدة الأمريكية)                                                                                  | اختطاف القوات اللبنانية والسورية من قبل إسرائيل                         |
| 318      | 28 يوليو 1972  | 14–0–1 (ممتنع: الولايات المتحدة الأمريكية)                                                                                  | دول تنتهك العقوبات ضد روديسيا الجنوبية                                  |
| 319      | 1 أغسطس 1972   | 14–0–0 (لم تشارك الصين في التصويت)                                                                                          | الأمين العام وناميبيا                                                   |
| 320      | 29 سبتمبر 1972 | 13–0–2 (ممتنعون: المملكة المتحدة، الولايات المتحدة الأمريكية)                                                               | دول تنتهك العقوبات ضد روديسيا الجنوبية                                  |
| 321      | 23 أكتوبر 1972 | 12–0–3 (ممتنعون: بلجيكا، المملكة المتحدة، الولايات المتحدة الأمريكية)                                                       | إجراءات عبر الحدود في السنغال من البرتغال                               |
| 322      | 22 نوفمبر 1972 | اعتمد 15–0–0 | اعتراف منظمة الوحدة الأفريقية بالحركات الثورية                          |
| 323      | 6 ديسمبر 1972  | 13–0–1 (امتناع: اتحاد الجمهوريات الاشتراكية السوفياتية؛ الصين لم تشارك في التصويت)                                          | مشاورات الأمم المتحدة مع شعب ناميبيا                                    |
| 324      | 12 ديسمبر 1972 | 14–0–1 (الممتنعون: الصين)                                                                                                   | توسيع جهود حفظ السلام في قبرص                                           |
| 325      | 26 يناير 1973  | اعتمد 15–0–0 | لقاءات مجلس الأمن في بنما سيتي                                          |
| 326      | 2 فبراير 1973  | 13–0–2 (ممتنعون: المملكة المتحدة، الولايات المتحدة الأمريكية)                                                               | استفزازات روديسيا الجنوبية وجنوب أفريقيا في زامبيا                      |
| 327      | 2 فبراير 1973  | 14–0–1 (ممتنع: اتحاد الجمهوريات الاشتراكية السوفياتية)                                                                      | قرار زامبيا بفرض عقوبات على روديسيا                                     |
| 328      | 10 مارس 1973   | 13–0–2 (ممتنعون: المملكة المتحدة، الولايات المتحدة الأمريكية)                                                               | اقتراح المؤتمر مع ممثلي الشعب الزيمبابوي                                |
| 329      | 10 مارس 1973   | اعتمد 15–0–0 | المساعدة إلى زامبيا                                                     |
| 330      | 21 مارس 1973   | 12–0–3 (ممتنعون: فرنسا، المملكة المتحدة، الولايات المتحدة الأمريكية)                                                        | السلام والأمن في أمريكا اللاتينية                                       |
| 331      | 20 أبريل 1973  | اعتمد 15–0–0 | مطالبة بتقرير من الأمين العام حول الوضع في الشرق الأوسط                 |
| 332      | 21 أبريل 1973  | 11–0–4 (امتناع: الصين، غينيا، الاتحاد السوفياتي، الولايات المتحدة الأمريكية)                                                | الصراع الإسرائيلي اللبناني                                              |
| 333      | 22 مايو 1973   | 12–0–3 (ممتنعون: فرنسا، المملكة المتحدة، الولايات المتحدة الأمريكية)                                                        | إدانة جنوب افريقيا والبرتغال لعدم مراعاتها العقوبات في روديسيا الجنوبية |
| 334      | 16 يونيو 1973  | 14–0–1 (الممتنعون: الصين)                                                                                                   | توسيع عمليات حفظ السلام في قبرص                                         |
| 335      | 22 يونيو 1973  | اعتمد 15–0–0 | قبول الشرق و ألمانيا الغربية                                            |
| 336      | 18 يوليو 1973  | اعتمد 15–0–0 | قبول جزر البهاما                                                        |
| 337      | 15 أغسطس 1973  | اعتمد 15-0-0 | على الاستيلاء على طائرة ركاب لبنانية من قبل إسرائيل                     |
| 338      | 22 أكتوبر 1973 | 14–0–1 (الممتنعون: الصين)                                                                                                   | حرب يوم الغفران                                                         |
| 339      | 23 أكتوبر 1973 | 14–0–0 (لم تشارك الصين في التصويت)                                                                                          | وقف إطلاق النار بين مصر وإسرائيل                                        |
| 340      | 25 أكتوبر 1973 | 14–0–0 (لم تشارك الصين في التصويت)                                                                                          | قوة الطوارئ التابعة للأمم المتحدة في الشرق الأوسط                       |
| 341      | 27 أكتوبر 1973 | 14–0–0 (لم تشارك الصين في التصويت)                                                                                          | إنشاء قوة الطوارئ التابعة للأمم المتحدة                                 |
| 342      | 11 ديسمبر 1973 | اعتمد 15–0–0 | وقف الجهود في ناميبيا فيما يتعلق بالقرار 309                            |
| 343      | 14 ديسمبر 1973 | 14–0–1 (الممتنعون: الصين)                                                                                                   | توسيع عمليات حفظ السلام في قبرص                                         |
| 344      | 15 ديسمبر 1973 | 10–0–4 (امتناع: فرنسا، اتحاد الجمهوريات الاشتراكية السوفياتية، المملكة المتحدة، الولايات المتحدة الأمريكية؛ الصين لم تشارك) | مؤتمر حول السلام في الشرق الأوسط                                        |
| 345      | 17 يناير 1974  | تم اعتماده بدون تصويت | إدراج الصينية كلغة عمل في مجلس الأمن                                    |
| 346      | 8 أبريل 1974   | 13–0–0 (لم تشارك الصين والعراق في التصويت)                                                                                  | فصل القوات الإسرائيلية والمصرية. دعم قوة الطوارئ                        |
| 347      | 24 أبريل 1974  | 13–0–0 (لم تشارك الصين والعراق في التصويت).                                                                                 | الصراع بين إسرائيل ولبنان                                               |
| 348      | 28 مايو 1974   | 14–0–0 (لم تشارك الصين في التصويت).                                                                                         | العلاقات بين إيران والعراق                                              |
| 349      | 29 مايو 1974   | 14–0–1 (الممتنعون: الصين)                                                                                                   | تمديد مهمة حفظ السلام في قبرص                                           |
| 350      | 31 مايو 1974   | 13–0–0 (لم تشارك الصين والعراق في التصويت)                                                                                  | إنشاء منطقة قوة الأمم المتحدة لمراقبة فض الاشتباك                       |
| 351      | 10 يونيو 1974  | اعتمد 15–0–0 | قبول بنجلاديش                                                           |
| 352      | 21 يونيو 1974  | اعتمد 15–0–0 | قبول غرينادا                                                            |
| 353      | 20 يوليو 1974  | اعتمد 15–0–0 | الغزو التركي لقبرص                                                      |
| 354      | 23 يوليو 1974  | اعتمد 15–0–0 | دعوى لوقف إطلاق النار في قبرص                                           |
| 355      | 1 أغسطس 1974   | 13–0–2 (ممتنعون: بيلاروسيا، اتحاد الجمهوريات الاشتراكية السوفياتية)                                                         | وقف إطلاق النار في قبرص                                                 |
| 356      | 12 أغسطس 1974  | اعتمد 15–0–0 | قبول غينيا - بيساو                                                      |
| 357      | 14 أغسطس 1974  | اعتمد 15–0–0 | دعوى إلى وقف إطلاق النار والمفاوضات في قبرص                             |
| 358      | 15 أغسطس 1974  | اعتمد 15–0–0 | استنكار عدم الامتثال للقرار 357 في قبرص                                 |
| 359      | 15 أغسطس 1974  | 14–0–0 (لم تشارك الصين في التصويت)                                                                                          | استنكار قتل قوات حفظ السلام في قبرص                                     |
| 360      | 16 أغسطس 1974  | 11–0–3 (ممتنعون: بيلاروسيا، العراق، اتحاد الجمهوريات الاشتراكية السوفياتية؛ الصين لم تشارك)                                 | الرفض الرسمي للأعمال العسكرية الانفرادية من جانب تركيا ضد قبرص          |
| 361      | 30 أغسطس 1974  | اعتمد 15–0–0 | الأوضاع الإنسانية في قبرص                                               |
| 362      | 23 أكتوبر 1974 | 13–0–0 (لم تشارك الصين والعراق في التصويت)                                                                                  | تمديد قوة الطوارئ التابعة للأمم المتحدة في الشرق الأوسط                 |
| 363      | 29 نوفمبر 1974 | 13–0–0 (لم تشارك الصين والعراق في التصويت)                                                                                  | تمديد قوة الأمم المتحدة لمراقبة فض الاشتباك في سوريا                    |
| 364      | 13 ديسمبر 1974 | 14–0–0 (لم تشارك الصين في التصويت)                                                                                          | تمدد عمليات حفظ السلام في قبرص                                          |
| 365      | 13 ديسمبر 1974 | اعتماد "بتوافق الآراء" | الموافقة على قرار الجمعية العامة رقم 2312                               |
| 366      | 17 ديسمبر 1974 | اعتمد 15–0–0 | القمع في ناميبيا بجنوب أفريقيا                                          |
| 367      | 12 مارس 1975   | تم اعتماده بدون تصويت | إعلان من طرف واحد "لدولة تركية موحدة"                                   |
| 368      | 17 أبريل 1975  | 13–0–0 (لم تشارك الصين والعراق في التصويت)                                                                                  | تمدد ولاية قوة الطوارئ في الشرق الأوسط                                  |
| 369      | 28 مايو 1975   | 13–0–0 (لم تشارك الصين والعراق في التصويت)                                                                                  | تنفيذ القرار 338                                                        |
| 370      | 13 يونيو 1975  | 14–0–0 (لم تشارك الصين في التصويت)                                                                                          | تمدد عمليات حفظ السلام في قبرص                                          |
| 371      | 24 يوليو 1975  | 13–0–0 (لم تشارك الصين والعراق في التصويت)                                                                                  | تمدد عمليات حفظ السلام في الشرق الأوسط                                  |
| 372      | 18 أغسطس 1975  | اعتمد 15–0–0 | قبول الرأس الأخضر                                                       |
| 373      | 18 أغسطس 1975  | اعتمد 15–0–0 | قبول سان تومي وبرينسيبي                                                 |
| 374      | 18 أغسطس 1975  | اعتمد 15–0–0 | قبول موزامبيق                                                           |
| 375      | 22 سبتمبر 1975 | اعتمد 15–0–0 | قبول بابوا غينيا الجديدة                                                |
| 376      | 17 أكتوبر 1975 | 14–0–0 (لم تشارك فرنسا في التصويت)                                                                                          | قبول جزر القمر                                                          |
| 377      | 22 أكتوبر 1975 | اعتمد 15–0–0 | حرب الصحراء الغربية                                                     |
| 378      | 23 أكتوبر 1975 | 13–0–0 (الصين والعراق لم يشاركا في التصويت)                                                                                 | تمدد عمليات حفظ السلام في الشرق الأوسط                                  |
| 379      | 2 نوفمبر 1975  | اعتماد "بتوافق الآراء" | الدعوى إلى الهدوء في الصحراء الغربية                                    |
| 380      | 6 نوفمبر 1975  | اعتماد "بتوافق الآراء" | إدانة المسيرة الخضراء من المغرب                                         |
| 381      | 30 نوفمبر 1975 | 13–0–0 (الصين والعراق لم يشاركا في التصويت)                                                                                 | جهود السلام في الشرق الأوسط                                             |
| 382      | 1 ديسمبر 1975  | اعتمد 15–0–0 | قبول سورينام                                                            |
| 383      | 13 ديسمبر 1975 | 14–0–0 (لم تشارك الصين في التصويت)                                                                                          | عمليات حفظ السلام في قبرص                                               |
| 384      | 22 ديسمبر 1975 | اعتمد 15–0–0 | الاجتياح الإندونيسي لتيمور الشرقية                                      |
| 385      | 30 يناير 1976  | اعتمد 15–0–0 | عسكرة ناميبيا بجنوب افريقيا                                             |
| 386      | 17 مارس 1976   | اعتمد 15-0-0 | هجمات على موزمبيق من روديسيا الجنوبية                                   |
| 387      | 31 مارس 1976   | 9–0–5 (امتناع: فرنسا، إيطاليا، اليابان، المملكة المتحدة، الولايات المتحدة؛ الصين لم تشارك)                                  | توغلات جنوب أفريقيا في أنغولا                                           |
| 388      | 6 أبريل 1976   | اعتمد 15–0–0 | الحرب الروديسية بوش                                                     |
| 389      | 22 أبريل 1976  | 12–0–2 (ممتنعون: اليابان، الولايات المتحدة؛ لم تشارك بنن)                                                                   | الاحتلال الإندونيسي لتيمور الشرقية                                      |
| 390      | 28 مايو 1976   | 13–0–0 (الصين وليبيا لم تشارك في التصويت)                                                                                   | جهود حفظ السلام في الشرق الأوسط                                         |
| 391      | 15 يونيو 1976  | 13–0–0 (لم تشارك بنين والصين في التصويت)                                                                                    | تمدد عمليات حفظ السلام في قبرص                                          |
| 392      | 19 يونيو 1976  | اعتماد "بتوافق الآراء" | جنوب إفريقيا و انتفاضة سويتو                                            |
| 393      | 30 يوليو 1976  | 14–0–1 (ممتنع: الولايات المتحدة)                                                                                            | هجوم جنوب أفريقي في زامبيا                                              |
| 394      | 16 أغسطس 1976  | اعتمد 15–0–0 | قبول سيشيل                                                              |
| 395      | 25 أغسطس 1976  | اعتمد 15–0–0 | نزاع بحر إيجه بين اليونان وتركيا                                        |
| 396      | 22 أكتوبر 1976 | 13–0–0 (لم تشارك الصين وليبيا في التصويت)                                                                                   | تمدد عمليات حفظ السلام في الشرق الأوسط                                  |
| 397      | 22 نوفمبر 1976 | 13–0–1 (ممتنع: الولايات المتحدة؛ الصين لم تشارك في التصويت)                                                                 | قبول أنغولا لدى الأمم المتحدة                                           |
| 398      | 30 نوفمبر 1976 | 12–0–0 (لم تشارك بنن والصين وليبيا في التصويت)                                                                              | إسرائيل وسوريا                                                          |
| 399      | 1 ديسمبر 1976  | اعتمد 15–0–0 | قبول ساموا الغربية                                                      |
| 400      | 7 ديسمبر 1976  | 13–0–2 (ممتنعون: بنين، الصين)                                                                                               | تعيين كورت فالدهايم كأمين عام                                           |